# Soitec
 (août 2014).
Soitec est une entreprise industrielle française qui conçoit et produit des matériaux semi-conducteurs.
L'entreprise emploie environ 2 000 personnes dans le monde et possède des sites industriels à Bernin près de Grenoble en France, à Singapour, (ce dernier étant en cours d’agrandissement), un petit site de production à Hasselt en Belgique pour un substrat spécifique non-silicium, le nitrure de gallium (GaN), ainsi que des centres de R&D et des bureaux commerciaux en France, Arizona, Californie, Chine, Corée, au Japon et à Taïwan.

## Historique
Soitec a été fondée en France près de Grenoble en 1992 par André-Jacques Auberton-Hervé et Jean-Michel Lamure, deux chercheurs issus du CEA-Leti du Commissariat à l’Énergie Atomique pour industrialiser la fabrication de silicium sur isolant (SOI). Cette technologie est développée depuis 1974 par le CEA-Leti en partenariat avec la Direction des applications militaires du CEA (CEA-DAM) pour répondre aux besoins de défense, en particulier de dissuasion nucléaire.
En 1991, les recherches du Leti permettent d’obtenir des coûts de fabrication concurrentiels grâce à la technologie Smart Cut (en). En 1992, les deux chercheurs à l’initiative des recherches, André-Jacques Auberton-Hervé et Jean-Michel Lamure, créent Soitec dans le but de produire à l’échelle industrielle des plaques de SOI, puis font construire en 1999 leur première unité de production à Bernin (Isère). La même année, l'entreprise entre en bourse. En 2002, une deuxième unité de production à Bernin entre en production destinée à la fabrication des plaques de diamètre 300 mm.
En 2003, Soitec acquiert Picogiga International, spécialiste des technologies pour les matériaux semi-conducteurs composés III-V. L'entreprise débute l’ouverture à des matériaux autres que le silicium sur isolant (SOI). En 2006, Soitec acquiert Tracit Technologies, spécialiste de l’adhésion moléculaire et de l’amincissement mécano-chimique, qui permet la diversification des applications de la technologie Smart Cut. En 2008, Soitec ouvre un site de production en Asie à Singapour. En 2012, ce site accueille l’activité de recyclage de plaques SOI. En 2013, la production est arrêtée et le site est préparé à la production des nouveaux produits, FD-SOI. En 2009, Soitec acquiert la société allemande Concentrix Solar, fournisseur de systèmes photovoltaïques à concentration (CPV) : Soitec entre sur le marché de l’énergie solaire.
En 2011, Soitec acquiert Altatech Semiconductor, entreprise commercialisant des équipements pour la production de semi-conducteurs. En 2012, Soitec ouvre une usine de production de modules CPV à San Diego, en Californie, dotée d’une capacité de 140 MWc pouvant atteindre 280 MWc.
En 2013, Soitec et Sumitomo Electric signent un accord de licence portant sur la technologie Smart Cut pour développer le marché des plaques en nitrure de gallium destinées à des applications d’éclairage par LED. Un autre accord est signé par Soitec avec GT Advanced Technologies pour développer et commercialiser un équipement de production de plaques dévolues à la fabrication de LED et d’autres applications industrielles. En 2014, Samsung Electronics et STMicroelectronics signent un accord de fonderie et de licence. Il autorise Samsung à utiliser la technologie FD-SOI pour réaliser des circuits intégrés en 28 nm. Cette technologie FD-SOI résulte de la coopération nouée entre Soitec, ST et le CEA-Leti. Par ailleurs, la division Énergie solaire de Soitec met en service les premiers 50 % de la centrale de Touwsrivier en Afrique du Sud, dont la puissance finale doit être de 44 MWc. 
En 2015, après l'arrêt d'importants projets solaires aux États-Unis, Soitec est proche du dépôt de bilan. Après la nomination de Paul Boudre comme nouveau directeur général, elle effectue un recentrage stratégique sur son activité électronique et un plan de sortie des activités énergie solaire. En 2015, la fonderie GlobalFoundries met en place une plate-forme technologique destinée à la fabrication des puces FD-SOI en 22 nm.
Le 28 mars 2019, Eric Meurice, ancien PDG d'ASML, est élu président du conseil d'administration. Selon Paul Boudre, le nouveau président du conseil d'administration essaie de prendre le contrôle de l'entreprise.
Au mois d'octobre 2019, Un scandale et des grèves éclatent après la révélation qu'une trentaine de dirigeants de la société se sont partagés la somme ahurissante de près de 100 millions d'euros après la revente de leurs actions.
Fin 2021, pour renforcer sa technologie de substrats en carbure de silicium, Soitec rachète NovaSiC et signe un partenariat stratégique avec Mersen.
En janvier 2022, le départ du directeur général Paul Boudre est acté par le conseil d'administration, malgré les contestations du comité exécutif qui salue le travail de celui qui sera remplacé par Pierre Barnabé. Le limogeage de Paul Boudre, considéré comme l'artisan du recentrage de Soitec vers la croissance et les bénéfices, et qui aurait encore pu rester 18 mois avant la limite d'âge, crée un conflit rarissime entre le comité de direction et le conseil d'administration présidé par Eric Meurice. L'action Soitec chute en bourse de 18% en une journée.

### Historique judiciaire
Dans sa décision du 9 juillet 2021, L'Autorité des marchés financiers (AMF) a sanctionné à hauteur de 500.000 euros Rémy Pierre, ancien directeur financier de Soitec, et d'un million d'euros Stéphane Solere, ex-dirigeant de Lafarge, accusés d'avoir respectivement divulgué et utilisé des « informations privilégiées ».
La société Soitec est régulièrement condamnée à réparer le préjudice subit par ses salariés du fait de sa politique RH.
Le 13 avril 2023, la société Soitec est définitivement condamnée à payer à Mme [D] la somme de 61 091 euros de dommages-intérêts pour perte injustifié de l'emploi. 
Le 24 novembre 2022, La société Soitec est définitivement condamnée à payer à M. [E] [Y] la somme de 31 370 euros bruts à titre de dommages et intérêts au titre du manquement à l'obligation de reclassement 
Le 17 novembre 2022, La société Soitec est définitivement condamnée à payer à Mme [YT] [B] la somme de 38 000 euros pour harcèlement moral et perte injustifié de l'emploi.

### Agrandissements du site de Bernin
En 2022, l'entreprise annonce la construction d'une usine de semi-conducteurs "destinée principalement à la fabrication de nouveaux substrats en carbure de silicium" en France sur son site de Bernin. Cette usine "Bernin 4" est inaugurée le 28 septembre 2023 en présence du commissaire européen Thierry Breton et du ministre Roland Lescure. L’extension a coûté 380 millions d’euros, dont 30 % issus d’aides publiques françaises et européennes.
Par la suite, l’entreprise se prépare à agrandir encore la taille totale de son site de Bernin de 50 % d'ici 2027 à 2032. Validé par la Communauté de communes du Grésivaudan en décembre 2022 dans le cadre d’une extension de la zone d’activités économiques des Fontaines, ce projet de 11,2 hectares est destiné principalement (pour 8 hectares) à l’agrandissement de Soitec, avec deux usines, Bernin 5 et Bernin 6. Le coût de l’extension de la ZAE est estimé 8 millions d’euros. Pour les unités de production de Soitec, l’investissement total envisagé est de plus de 600 millions. Ce projet est confronté à l'opposition d'un collectif militant, STopMicro. Le 19 mars 2024, Soitec informe la Commission nationale du débat public que le projet est suspendu. Les opposants revendiquent une « victoire » et la presse économique se demande si le projet est réellement suspendu ou déporté aux Etats-Unis.

## Activités

### Produits
Ces matériaux sont utilisés pour la fabrication des puces qui équipent les smartphones, les tablettes, les ordinateurs, les serveurs informatiques ou les centres de données. On les retrouve aussi dans les composants électroniques présents dans les automobiles, les objets connectés (internet des objets), les équipements industriels et médicaux. Les composants SOI sont en outre indispensables à la dissuasion nucléaire française.
Le produit phare de Soitec est le silicium sur isolant (SOI). Les matériaux produits par Soitec se présentent sous la forme de substrats (aussi appelés "wafers") : il s'agit de plaques (disques ultrafins) de 200 et 300 mm de diamètre et d'une épaisseur de moins d'1 mm, sur lesquels sont gravés puis découpés les circuits de composants électroniques.

### Activités civiles
Historiquement, Soitec a promu le SOI (silicon on insulator ou silicium sur isolant) pour la fabrication de puces électroniques destinées aux ordinateurs, consoles de jeux, serveurs informatiques, mais aussi à l’industrie automobile.
Sur le marché de l’électronique grand public, Soitec fabrique des matériaux destinés aux composants de radiofréquence, aux processeurs multimédia ou encore à l'électronique de puissance.
Sur le marché des wearable, Soitec commercialise des matériaux permettant de réduire la consommation d'énergie des puces, d'augmenter leur vitesse de traitement des informations et de répondre au besoin de haut débit.
Dans le domaine de l'énergie solaire, Soitec a fabriqué et fourni des systèmes photovoltaïques à concentration (CPV) de 2009 à 2015. Soitec a annoncé l'arrêt de cette activité en janvier 2015 à la suite de l'arrêt d'importants projets de centrales. Les travaux de R&D conduits par l'entreprise pour mettre au point une nouvelle génération de cellules solaires à quatre jonctions lui avaient permis d'atteindre en décembre 2014 un record mondial avec une cellule capable de convertir 46 % du rayonnement solaire en électricité.
Dans le secteur de l'éclairage, Soitec développe des substrats à base de nitrure de gallium, le matériau de base des LED. L'entreprise commercialise également de solutions d’éclairage LED destinées à des utilisations professionnelles (éclairages urbains, de bureaux et d’infrastructures de transports).

### Activités militaires
Les composants de Soitec sont utilisés pour la défense nucléaire française. La technologie SOI est en effet développée depuis 1974 par le CEA-Leti en partenariat avec la Direction des applications militaires du CEA (CEA-DAM) pour répondre aux besoins de défense, en particulier de dissuasion nucléaire,. C'est pourquoi Soitec est considérée comme indispensable à la dissuasion nucléaire française.

## Technologies
Soitec développe plusieurs technologies :

### La technologie Smart Cut
Développée par le CEA-Leti, en collaboration avec Soitec, cette technologie a été brevetée par le chercheur Michel Bruel.
Elle permet de reporter une fine couche de matériau monocristallin sur un substrat massif. Cette technique de fabrication est basée sur l’implantation d’ions légers, qui crée une zone fragilisée au sein d’un matériau à une distance contrôlée de sa surface, et le collage par adhésion moléculaire. Elle permet ensuite, par une activation (par exemple thermique), de provoquer la rupture du matériau implanté à une distance déterminée de la surface et le transfert d’une couche mince ainsi obtenue sur un substrat épais préalablement collé au substrat implanté.
Soitec utilise la technologie Smart Cut pour la production en fort volume de plaques de SOI. Par rapport au silicium brut classique, le SOI permet de diminuer significativement les pertes d’énergie dans le substrat et améliore les performances du composant dans lequel il est utilisé.

### La technologie Smart Stacking
Cette technologie consiste à transférer des plaques gravées ou partiellement gravées sur d’autres matériaux. Elle est adaptable aux plaques de 150 mm à 300 mm de diamètre, et est compatible avec une grande diversité de substrats comme le silicium, le verre ou le saphir.
La technologie Smart Stacking est utilisée pour les capteurs d’image rétro-éclairés, dont elle accroît la sensibilité et permet de diminuer la taille des pixels, ainsi que dans les circuits radiofréquence des smartphones. Elle ouvre aussi de nouvelles perspectives à l’intégration 3D.

### L’épitaxie
Soitec dispose d’une expertise en épitaxie des matériaux III-V dans les domaines suivants : épitaxie par jets moléculaires, épitaxie en phase vapeur aux organométalliques et épitaxie en phase vapeur par la méthode aux hydrures. L’entreprise fabrique des plaques d’arséniure de gallium (GaAs) et de nitrure de gallium (GaN) destinées au développement et à la fabrication de dispositifs semi-conducteurs composés.
Ces matériaux sont utilisés dans les appareils électroniques de radiofréquence (wifi) et haute fréquence (télécommunications mobiles, réseaux d’infrastructure, communications par satellite, réseaux de fibres optiques et détection radar), mais aussi dans la gestion de l’énergie et dans les systèmes optoélectroniques, comme les LED.

## Données financières

### Augmentations de capital
Soitec a procédé à plusieurs augmentations de capital :
- La première en juillet 2011 dans le but de financer des investissements, notamment pour le développement de ses activités dans l'énergie solaire et les LED.
- La seconde en juillet 2013 pour contribuer au refinancement des actions OCEANE arrivant à échéance en 2014 et consolider la structure financière de l’entreprise. Par ailleurs, Soitec a procédé à une nouvelle émission d’obligations en septembre 2013.
- La troisième en juin 2014 pour renforcer la situation financière et la position de trésorerie de Soitec, et accompagner la montée en puissance de la production industrielle des substrats FD-SOI[43],[44].
- En 2016, une augmentation de capital de 75 millions d'euros vise à recapitaiser la société[45],[46].
- En 2017, une augmentation de capital de 83 millions d'euros vise à financer le développement de la production industrielle des produits FD-SOI[47].